# Stazione di Cittadella
Stazione di Cittadella vasútállomás Olaszországban, Veneto régióban, Cittadella településen.

## Vasútvonalak
Az állomást az alábbi vasútvonalak érintik:
- Padova-Bassano-vasútvonal
- Vicenza-Treviso-vasútvonal

## Kapcsolódó állomások
A vasútállomáshoz az alábbi állomások vannak a legközelebb: 
- Stazione di Villa del Conte (Stazione di Padova, Padova-Bassano-vasútvonal)
- Stazione di Rossano Veneto (Stazione di Bassano del Grappa, Padova-Bassano-vasútvonal)
- Stazione di Galliera Veneta-Tombolo (Stazione di Treviso Centrale, Vicenza-Treviso-vasútvonal)
- Stazione di Fontaniva (Stazione di Vicenza, Vicenza-Treviso-vasútvonal)